# Герберт, Генри, 3-й граф Карнарвон
Генри Джон Джордж Герберт, 3-й граф Карнарвон (англ. Henry John George Herbert, 3rd Earl of Carnarvon; 8 июня 1800 — 10 декабря 1849) — британский писатель , путешественник, дворянин и политик. С 1811 по 1833 год он носил титул учтивости — лорд Порчестер.

## Происхождение и образование
Родился 8 июня 1800 года в Лондоне. Старший сын Генри Герберта, 2-го графа Карнарвона (1772—1833), и Элизабет «Китти» Экланд (1772—1813), дочери Джона Дайка Экланда (1747—1778) из Пикстон-парка в Сомерсете. Он получил образование в Итонском колледже и Крайст-чёрче в Оксфорде. Он написал трагедию «Дон Педро, король Кастилии», которая была поставлена в театре Друри-Лейн в 1828 году с Уильямом Макриди и Эллен Кин.

## Общественная жизнь
В 1831 году лорд Порчестер был избран в Палату общин Великобритании от Вуттон-Бассетта как член партии тори, и это место он занимал до следующего года, когда его избирательный округ был упразднен Законом о Великой реформе. В 1833 году он сменил своего отца в качестве 3-го графа Карнарвона и вошел в Палату лордов. Он был избран членом Королевского общества в 1841 году. Именно при жизни Карнарвона семейная резиденция замка Хайклер была перепроектирована и перестроена сэром Чарльзом Бэрри в викторианский особняк.

## Брак и дети
4 августа 1830 года в Олдингборне, Сассекс, лорд Карнарвон женился на Генриетте Энн Говард-Молинье-Говард (17 июня 1804 — 26 мая 1876), старшей дочери лорда Генри Говард-Молинье-Говарда (1766—1824), от которой у него было три сына и две дочери:
- Генри Говард Молинье Герберт, 4-й граф Карнарвон (1831—1890), видный консервативный политик.
- Леди Эвелин Алисия Джулиана Говард Герберт (21 декабря 1834 — 1 октября 1906), вышедшая замуж за Исаака Ньютона Уоллопа, 5-го графа Портсмута (1825—1891). Её мемориальный витраж сохранился в церкви Брашфорд в Сомерсете, недалеко от особняка её отца в Пикстон-парке.
- Достопочтенный Алан Перси Харти Молинье Говард Герберт (21 ноября 1836 — 8 марта 1907)[3], врач, награжденный французским правительством Орденом Почетного легиона в 1871 году за службу врачом во время осады Парижа во время франко-прусской войны, и остался там в качестве врача, отвечавшего за больницу Хартфорда, до 1901 года. Он унаследовал поместье Теттон (бывшая собственность Акленда) от своего двоюродного брата Эдварда Генри Чарльза Герберта (1837—1870)[4], единственного сына Эдварда Чарльза. Хью Герберт (1802—1852) из Теттона, член парламента от Каллингтона, второй сын Генри Герберта, 2-го графа Карнарвона, мужа наследницы Китти Экланд.
- Достопочтенный Оберон Эдвард Уильям Молинье Говард Герберт (18 июня 1838 — 5 ноября 1906), писатель, теоретик, философ и индивидуалист, член парламента от Ноттингема в 1870—1874 годах.
- Леди Гвендолен Ундина Герберт (1842 — 23 октября 1915), умерла незамужней[5][6].

## Смерть
Лорд Карнарвон скончался в Пьюзи, Оксфордшир, в декабре 1849 года в возрасте 49 лет. Ему наследовал графство его старший сын Генри Герберт, 4-й граф Карнарвон.